# Международный конкурс имени Карла Нильсена
Международный конкурс имени Карла Нильсена (дат. De Internationale Carl Nielsen Musikkonkurrencer) — конкурс молодых исполнителей академической музыки, проходящий в Дании в городе Оденсе с 1980 г. (в 1999 г. конкурс был однократно проведён в Нью-Йорке). Конкурс назван в память основоположника датской композиторской школы Карла Нильсена, организован Симфоническим оркестром Оденсе — у его истоков стоял тогдашний главный дирижёр Кароль Стрыя, годом ранее инициировавший в Катовице Международный конкурс дирижёров имени Гжегожа Фительберга, — и проходит под патронатом Королевы Дании Маргрете II.
Первые пять конкурсов проводились раз в 4 года и были посвящены одному инструменту — скрипке. В 1996 г. регламент конкурса был изменён: он превратился в ежегодный, с чередованием инструментов: скрипка — кларнет — флейта (в дальнейшем от этого регламента были некоторые отклонения). Предполагается и проведение конкурса среди органистов.
Первое жюри конкурса в 1980 г. возглавил Генрик Шеринг. В дальнейшем среди судей конкурса были такие значительные музыканты, как скрипачи Макс Ростал, Джозеф Гингольд,  Туомас Хаапанен, Тадеуш Вронский, Милан Витек, Богодар Которович, Леон Шпирер, Норберт Брайнин, Жан Жак Канторов, Игорь Ойстрах, Дьёрдь Паук, кларнетист Ханс Дайнцер, флейтисты Андраш Адорьян и Петер Лукас Граф.

## Лауреаты
| Год  | номинация | Первая премия                                                                     |
| ---- | --------- | --------------------------------------------------------------------------------- |
| 1980 | скрипка   | Кэтлин Уинклер (США)                                                              |
| 1984 | скрипка   | Осаму Ягути (Япония) (второе место Ленуца Чулей)                                  |
| 1988 | скрипка   | Алексей Кошванец (СССР)                                                           |
| 1992 | скрипка   | Николай Знайдер (Дания) (второе место Дженнифер Ко) (третье место Пекка Куусисто) |
| 1996 | скрипка   | Адель Энтони (Австралия)                                                          |
| 1997 | кларнет   | Спирос Мурикис (Греция)                                                           |
| 1998 | флейта    | Карл-Хайнц Шютц (Германия)                                                        |
| 1999 | скрипка   | Леор Малтинский (Израиль)                                                         |
| 2000 | скрипка   | Масааки Танокура (Япония)                                                         |
| 2001 | кларнет   | Александр Фитерштейн (США)                                                        |
| 2002 | флейта    | Пирмин Грель (Германия) (второе место Денис Буряков)                              |
| 2004 | скрипка   | Квон Хёк Чу (Южная Корея)                                                         |
| 2005 | кларнет   | Оливье Пате (Франция)                                                             |
| 2006 | флейта    | Александра Грот (Россия)                                                          |
| 2008 | скрипка   | Грачья Аванесян (Армения)                                                         |
| 2009 | кларнет   | Олли Леппяниеми (Финляндия)                                                       |
| 2010 | флейта    | Адриана Феррейра (Португалия) (второе место Зоя Вязовская)                        |
| 2012 | скрипка   | Ольга Волкова (Россия)                                                            |
| 2013 | кларнет   | Сергей Елецкий (Россия)                                                           |
| 2014 | флейта    | Себастьян Жако (Швейцария)                                                        |